# برفی کوشکری
برفی کوشکری روستایی در دهستان فتح‌آباد بخش مرکزی شهرستان قصرشیرین استان کرمانشاه ایران است.
روستای برفی کوشکری در حاشیه رود الوند قرار دارد.

## جمعیت
بر پایه سرشماری عمومی نفوس و مسکن در سال ۱۳۹۵ جمعیت این روستا ۲۲۶ نفر (۵۹خانوار) بوده‌است.